# بایدوق (خداآفرین)
بایدوق یکی از روستاهای استان آذربایجان شرقی است که در دهستان کیوان بخش مرکزی شهرستان خداآفرین واقع شده‌است.
در آستانه انقلاب سفید، که نقشی عمده در فروپاشی نهایی ساختار ایلی ایران داشت، تیره ای از ایل
محمد خانلو، شامل ۳۰ خانوار، از روستای بایدوق بعنوان قشلاق استفاده میکردند..